# Liste archäologischer Museen
Liste archäologischer Museen: Museen der Archäologie, einschließlich einiger bedeutender archäologischer Abteilungen und Sammlungen von allgemeineren Museen (natur-, kunst- und kulturhistorische Museen).

## Fachmuseen nach Spezialgebiet
- Paläontologisches Museum (naturgeschichtlich-geologischer Fokus)
- Museum für Ur- und Frühgeschichte (anthropologischer Fokus)
- Wikingermuseum
- Römermuseum
- Keltenmuseum

## Museen nach Staat

### Ägypten
- Ägyptisches Museum Hurghada
- Ägyptisches Museum in Kairo
- Griechisch-Römisches Museum Alexandria
- Großes Ägyptisches Museum in Gizeh
- Luxor-Museum
- Nationalmuseum der ägyptischen Zivilisation  in Kairo

### Albanien
- Historisches Museum Shkodra
- Archäologisches Nationalmuseum (Tirana)
- Historisches Nationalmuseum (Albanien) in Tirana

### Belarus
- Museum für Vor- und Frühgeschichte von Belarus in Minsk

### Belgien
- Regionaal Archeologisch Museum
- Archäologisches Museum Velzeke

### Bosnien und Herzegowina
- Nationalmuseum von Bosnien und Herzegowina in Sarajewo
- Museum der Republik Srpska in Banja Luka

### Bulgarien
- Archäologisches Museum Nessebar
- Archäologisches Museum Plowdiw
- Nationales Archäologisches Museum Sofia
- Nationales Historisches Museum Sofia
- Archäologisches Museum Warna
- Archäologisches Museum Weliki Preslaw
- Archäologisches Museum Weliko Tarnowo

### Chile
- Museo Chileno de Arte Precolombino in Santiago de Chile
- Museo Arqueológico de Arica – Mumienfunde aus dem Altiplano
- Museo Arqueológico San Pedro de Atacama
- Museo Arqueológico de La Serena – Schwerpunkt: Präinkakulturen in Nordchile
- Museo de La Ligua
- Museo Histórico de Puerto Natales – zur Geschichte der Indianerkulturen Feuerlands und Fossilienfunde
- Freilichtmuseum Punta Arenas zur Geschichte der europäischen Besiedlung Feuerlands
- Museo Martin Gusinde in Puerto Williams zur Geschichte der Indianerkulturen Feuerlands
- Museo Histórico de Valdivia
- Tahai Archaeological Complex in Hanga Roa (Osterinsel)
- Museo Antropológico Sebastián Englert in Hanga Roa

### Dänemark
- Dänisches Nationalmuseum
- ARKVEST - Arkæologi Vestjylland (Ringkøbing-Skjern Museum und Vardemuseerne)
- Arkæologi Sydfyn (Øhavsmuseet)
- Bornholms Museum
- De Kulturhistoriske Museer i Holstebro Kommune (Holstebro Museum, Strandingsmuseum St. George, Frilandsmuseet Hjerl Hede)
- Historisches Museum der Färöer
- Kroppedal Museum
- Københavns Museum
- Moesgaard Museum
- Museet Ribes Vikinger
- Museum Horsens
- Museum Lolland-Falster
- Museum Midtjylland
- Museum Nordsjælland
- Museum Salling
- Museum Sydøstdanmark
- Museum Sønderjylland
- Museum Thy
- Museum Vestsjælland
- Museum Østjylland
- Nordjyllands Historiske Museum
- Odense Bys Museer
- Ribe VikingeCenter
- Roskilde Museum
- Museum Silkeborg
- Museum Skanderborg
- Sydvestjyske Museer
- Vejle Museerne
- Vendsyssel Historiske Museum
- Vesthimmerlands Museum
- Viborg Museum

### Deutschland nach Bundesländern

#### Baden-Württemberg
- Alamannen-Museum Vörstetten
- Alamannenmuseum Ellwangen
- Alamannenmuseum Weingarten
- Antikensammlung der Universität Heidelberg
- Archäologischer Park Cambodunum
- Archäologisches Hegau-Museum
- Archäologisches Landesmuseum Baden-Württemberg
- Archäologisches Museum Colombischlössle
- Archäopark Vogelherd
- Badisches Landesmuseum
- Dominikanermuseum Rottweil
- Europäischer Kulturpark Bliesbruck-Reinheim
- Federseemuseum
- Keltenmuseen Heuneburg
- Keltenmuseum Hochdorf
- Kurpfälzisches Museum Heidelberg
- Limesmuseum Aalen
- Lobdengau-Museum
- Museum der Universität Tübingen
- Museum im Seelhaus, Bopfingen
- Museum Ulm
- Pfahlbaumuseum Unteruhldingen
- Reiss-Engelhorn-Museen
- Römermuseum in der Schule Rißtissen
- Römermuseum Mengen-Ennetach
- Römermuseum Stettfeld
- Römisches Freilichtmuseum Hechingen-Stein
- Römisches Museum mit Archäologischem Park Köngen
- Römermuseum Osterburken
- Sumelocenna-Museum – Römisches Stadtmuseum in Rottenburg am Neckar
- Urmensch-Museum
- Urwelt-Museum Hauff
- Steinzeitmuseum Korb-Kleinheppach

#### Bayern
- Archäologie-Museum im Fränkischen Freilandmuseum Bad Windsheim
- Archäologiemuseum Oberfranken
- Archäologie-Museum Schloss Neuburg an der Donau
- Archäologische Sammlung Weißenhorn
- Archäologische Staatssammlung
- Archäologischer Park Cambodunum
- Archäologisches Museum Bad Königshofen im Grabfeld
- Archäologisches Museum der Oberpfalz Amberg
- Archäologisches Museum der Stadt Kelheim
- Archäologisches Museum Essenbach
- Archäologisches Museum Gablingen
- Archäologisches Museum Geldersheim
- Archäologisches Museum im BMW-Werk Regensburg
- Archäologisches Museum im Tanzhaus
- Archäologisches Museum der Stadt Kelheim
- Archäologisches Museum Königsbrunn
- Archäologisches Museum Neu-Ulm
- Bajuwarenhof Kirchheim
- Bajuwarenmuseum Waging am See
- Bandkeramik-Museum Schwanfeld
- Burgmuseum Grünwald
- Gäubodenmuseum Straubing
- Germanisches Nationalmuseum
- Geschichtspark Bärnau-Tachov
- Glyptothek (München)
- Kastenhof Landau
- Kelten-Römer-Museum
- Limeseum Ruffenhofen
- Martin von Wagner Museum
- Museum Stadt Miltenberg
- Museum für Franken
- Museum für Ur- und Frühgeschichte auf der Willibaldsburg
- Museum für Vor- und Frühgeschichte Gunzenhausen
- Museum Kloster Banz
- Museum Kösching
- Museum Quintana
- Naturhistorisches Museum Nürnberg
- Naturkundemuseum Coburg
- Pfahlbaumuseum Unteruhldingen
- Prähistorische Siedlung Pestenacker
- Römer und Bajuwaren Museum Burg Kipfenberg
- Römerkastell Abusina
- Römermuseum Bedaium
- Römermuseum Kastell Boiotro
- Römermuseum Multerer
- Römermuseum Obernburg
- Römermuseum Weißenburg
- Römerpark Ruffenhofen
- Römisches Museum Augsburg
- Römisches Museum Kempten
- Staatliche Antikensammlungen
- Stadt- und Hochstiftmuseum
- Stadtmuseum Ingolstadt
- Südschwäbisches Archäologiemuseum Mindelheim
- Fundreich Thalmässing
- Wittelsbachermuseum Aichach

#### Berlin
- Ägyptisches Museum Berlin
- Antikensammlung Berlin
- Märkisches Museum (Berlin)
- Museum für Islamische Kunst (Berlin)
- Museum für Vor- und Frühgeschichte (Berlin)
- Pergamonmuseum
- Vorderasiatisches Museum Berlin

#### Brandenburg
- Archäologisches Landesmuseum Brandenburg im Paulikloster
- Archäologischer Park Freyenstein
- Slawenburg Raddusch

#### Bremen
- Antikenmuseum im Schnoor
- Dom-Museum (Bremen)
- Focke-Museum
- Sammlung Zimmermann

#### Hamburg
- Archäologisches Museum Hamburg
- Geologisch-Paläontologisches Museum Hamburg
- Museum für Kunst und Gewerbe Hamburg

#### Hessen
- Saalburgmuseum, Bad Homburg
- Museum der Stadt Butzbach
- Hessisches Landesmuseum Darmstadt
- Museum Schloss Fechenbach, Dieburg
- Archäologisches Museum Frankfurt
- Wetterau-Museum, Friedberg
- Keltenwelt am Glauberg, Glauburg
- Museum Schloss Steinheim, Hanau
- Hessisches Landesmuseum Kassel
- Museum KeltenKeller, Rodheim-Bieber

#### Mecklenburg-Vorpommern
- Archäologische Sammlung der Universität Rostock
- Archäologisches Freilichtmuseum Groß Raden
- Archäologisches Landesmuseum Mecklenburg-Vorpommern
- Pommersches Landesmuseum

#### Niedersachsen
- Abgußsammlung des Archäologischen Instituts der Universität Göttingen
- Archäologisches Zentrum Hitzacker
- Ausstellungszentrum für die Archäologie des Emslandes
- Braunschweigisches Landesmuseum
- Forum Gesseler Goldhort
- Höhlenerlebniszentrum Iberger Tropfsteinhöhle (HEZ)
- Landesmuseum für Natur und Mensch
- Museum August Kestner
- Museum Burg Bederkesa
- Museum und Park Kalkriese
- Niedersächsisches Institut für historische Küstenforschung
- Niedersächsisches Landesamt für Denkmalpflege
- Niedersächsisches Landesmuseum Hannover
- Ostfriesisches Landesmuseum Emden
- Forschungsmuseum Schöningen
- Roemer- und Pelizaeus-Museum Hildesheim
- Schwedenspeicher-Museum

#### Nordrhein-Westfalen
- Ägyptisches Museum Bonn
- Akademisches Kunstmuseum Bonn
- Archäologisches Museum Münster
- LVR-Archäologischer Park Xanten / LVR-RömerMuseum
- Archäologisches Freilichtmuseum Oerlinghausen
- Geologisch-Paläontologisches Museum Münster
- Gustav-Lübcke-Museum Hamm
- Hemberg-Museum Iserlohn
- Lippisches Landesmuseum Detmold
- LWL-Museum für Archäologie Herne
- LWL-Römermuseum Haltern am See
- Neanderthal Museum bei Düsseldorf
- Rheinisches Landesmuseum Bonn
- Römisch-Germanisches Museum Köln
- Ruhr Museum Essen
- Wasserschloss Werdringen Hagen

#### Rheinland-Pfalz
- Monrepos – Archäologisches Forschungszentrum und Museum für menschliche Verhaltensevolution (Neuwied)
- Römerbergwerk Meurin
- Archäologiepark Belginum
- Heiligtum der Isis und Mater Magna (Mainz)
- Rheinisches Landesmuseum Trier
- Römerhalle (Bad Kreuznach)
- Römervilla von Bad Neuenahr-Ahrweiler
- Römisch-Germanisches Zentralmuseum
- Terra-Sigillata-Museum

#### Saarland
- Europäischer Kulturpark Bliesbruck-Reinheim
- Museum Pachten
- Original- und Abgusssammlung des Archäologischen Instituts der Universität des Saarlandes
- Römermuseum Schwarzenacker
- Römische Ausgrabungen im Saarland
- Römische Villa Borg

#### Sachsen
- Ägyptisches Museum der Universität Leipzig
- Antikenmuseum der Universität Leipzig
- Staatliches Museum für Archäologie Chemnitz

#### Sachsen-Anhalt
- Archäologisches Museum Robertinum
- Kreismuseum Jerichower Land
- Johann-Friedrich-Danneil-Museum
- Landesmuseum für Vorgeschichte (Halle)
- Museum für Naturkunde und Vorgeschichte
- Winckelmann-Museum

#### Schleswig-Holstein
- Burgkloster (Lübeck)
- Europäisches Hansemuseum, Lübeck
- Museum für Archäologie und Ökologie Dithmarschen (AÖZA)
- Oldenburger Wallmuseum
- Schloss Gottorf
- Tuch und Technik Textilmuseum Neumünster
- Wikinger Museum Haithabu

historisch:
- Museum vaterländischer Alterthümer (1835–1944)

#### Thüringen
- Antikensammlungen der Universität Jena
- Fundplatz Bilzingsleben
- Keltendorf Sünna – Freilichtmuseum
- Museum für Ur- und Frühgeschichte Thüringens in Weimar
- Museum am Lindenbühl in Mühlhausen/Thüringen
- Opfermoor Niederdorla
- Römische Töpferei von Haarhausen
- Steinsburgmuseum in Römhild
- Ur- und frühgeschichtliche Sammlung der Universität Jena

### Frankreich
- Centre d’interprétation des Mégalithes, Murat-sur-Vèbre
- Musée Calvet, Avignon
- Musée d’archéologie nationale
- Musée départemental Arles antique
- Musée des Antiquités Nationales in Saint-Germain-en-Laye
- Musée des beaux-arts et d’archéologie de Besançon
- Musée des beaux-arts et d’archéologie de Châlons-en-Champagne
- Musée du Pays Châtillonnais
- Archäologisches Museum Dijon
- Musée gallo romain de Lyon Fourvière
- Musée archéologique Saint-Laurent
- Musée archéologique départemental de Jublains
- Musée Archéologique de Nice-Cimiez
- Musée de Normandie
- Musée d’Art et d’Archéologie (Laon)
- Musée des Beaux-Arts (Lyon)
- Musée d’Archéologie Méditerranéenne, Marseille
- Musée d’Art et d’Histoire de Metz
- Musée du Louvre, Paris
- Musée d’Art et d’Archéologie du Périgord/Museum für Kunst und Archäologie des Périgord
- Musée départemental des antiquités (Rouen)
- Musée archéologique de Strasbourg
- Musée archéologique départemental du Val-d’Oise
- Musée des Beaux-Arts et d’Archéologie de Vienne
- Musée de l’Homme

### Griechenland
- Archäologisches Museum Abdera
- Archäologisches Museum Atalanti
- Archäologisches Museum Athen
- Archäologisches Museum Chania, Kreta
- Archäologisches Museum Dion
- Archäologisches Museum Epidauros
- Archäologisches Museum Ioannina
- Archäologisches Museum Iraklio, Kreta
- Archäologisches Museum Komotini
- Archäologisches Museum Korinth
- Archäologisches Museum Olympia
- Archäologisches Museum Patras
- Archäologisches Museum Rethymno
- Archäologisches Museum Rhodos
- Archäologisches Museum Serres
- Archäologisches Museum Theben
- Archäologisches Museum Vathy, Samos
- Archäologisches Nationalmuseum (Athen)
- Numismatisches Museum Athen
- Archäologisches Museum Kalapodi

### Großbritannien
- Ashmolean Museum
- Caithness Broch Centre
- British Museum
- Jórvík Viking Centre
- Museum von St. Vigeans
- Petrie Museum of Egyptian Archaeology
- Pitt Rivers Museum
- Ulster History Park
- World Museum Liverpool

### Island
- Þjóðmenningarhúsið

### Indien
- Nationalmuseum Neu-Delhi
- Government Museum (Chennai)
- Indian Museum (Kolkata)
- Chhatrapati Shivaji Maharaj Vastu Sangrahalaya (Mumbai)
- Government Museum (Mathura)
- Sarnath Museum
- Government Museum, Bangalore
- Central Archaeological Museum (Gwalior)
- Central Museum (Indore)
- Rani Durgawati Museum (Jabalpur)
- State Museum (Bhopal)
- Alampur Museum (Alampur)
- Government Museum (Tiruchirappalli)
- Maharaja Chhatrasal Museum (Dhubela)
- Telangana State Archaeology Museum (Hyderabad)
- Odisha State Museum
- Goa State Museum
- Warangal Museum
- Patna Museum
- Pazhassi Raja Archaeological Museum
- State Archaeological Gallery (Kolkata)
- Victoria Jubilee Museum (Vijayawada)

### Israel
- Bible Lands Museum Jerusalem
- Israel-Museum
- Rockefeller-Museum, Jerusalem
- Haifa-Museum

### Italien
- Südtiroler Archäologiemuseum, Bozen
- Äolisches Archäologisches Regionalmuseum, Äolische Inseln, Lipari, Tyrrhenisches Meer
- Archäologisches Museum Centuripe
- Archäologisches Nationalmuseum Aquileia
- Archäologisches Nationalmuseum der Abruzzen, Chieti
- Archäologisches Nationalmuseum Florenz
- Archäologisches Nationalmuseum Neapel
- Archäologisches Nationalmuseum Parma
- Archäologisches Nationalmuseum Spoleto
- Archäologisches Nationalmuseum Umbrien
- Archäologisches Museum Girolamo Rossi, Ventimiglia
- Archäologisches Museum Vetulonia, Toskana
- Archäologisches Nationalmuseum Tarent
- Archäologisches Nationalmuseum Venedig
- Archäologisches Nationalmuseum Venosa
- Kapitolinische Museen, Rom
- Museo Archeologico Regionale Antonino Salinas, Palermo
- Museo Archeologico di Milano, Mailand
- Museo Archeologico e d’Arte della Maremma, Grosseto
- Museo Archeologico Regionale Paolo Orsi, Syrakus
- Museum für Ligurische Archäologie, Genua
- Museo Egizio, Turin
- Museo Nazionale Preistorico Etnografico „Luigi Pigorini“, Rom
- Museo Archeologico Nazionale di Altino
- Nationalmuseum für Unterwasserarchäologie in Grado
- Vatikanische Museen

#### Sardinien
- Provinz Sassari 
  - Antiquarium Turritano Statale, Porto Tones
  - Museo Archeologico ed Etnografico Museo Nazionale G. A. Sanna, Sassari
  - Museo Archeologico e Paleobotanico, Perfugas
  - Museo Archeologico, Viddalba
  - Museo Archeologico Navale "N. Lamboglia", La Maddalena
  - Museo Archeologico, Ozieri
  - Civico Museo Archeologico Etnografico, Ittireddu
  - Museo della Valle dei Nuraghi, Torralba
  - Museo Archeologico, Padria

- Provinz Nuoro
  - Museo Civico Speleo-Archeologico, Nuoro
  - Museo Archeologico, Dorgali
  - Museo Archeologico, Oliena
  - Museo Archeologico, Teti
  - Civico Museo, Laconi

- Provinz Oristano
  - Civico Museo Archeologico, Cabras
  - Antiquarium Arborense, Oristano

- Provinz Sud-Sardegna
  - Civico Museo Archeologico Villa Abbas, Sardara
  - Museo Archeologico, Villanovaforru
  - Civico Museo Archeologico Sa Domu Nosta, Senorbi
  - Civico Museo Archeologico Nazionale, Calgari
  - Civico Museo Archeologico Villa Sulcis, Carbonia
  - Museo Archeologico, S. Antioco
  - Museo Archeologico, Pula

### Japan
- Archäologisches Museum der Präfektur Hyōgo
- Archäologisches Museum der Stadt Iwaki
- Archäologisches Museum Kokugakuin
- Archäologisches Museum Kyōto
- Archäologisches Präfekturmuseum der Burg Azuchi, Shiga
- Historisches Museum Itokoku
- Museum Tōkamachi
- Park und Museum Tsukahara
- Sendai City Tomizawa Site Museum
- Wakasa Mikata Jōmon Museum

### Kolumbien
- Museo del Oro
- Museo del Oro Zenú

### Kosovo
- Museum des Kosovo in Priština

### Kroatien
- Archäologisches Museum Istriens in Pula
- Kroatisches Maritimes Museum Rijeka
- Kroatisches Maritimes Museum Split
- Archäologisches Museum Split
- Ethnographisches Museum Split
- Museum für Archäologische Denkmäler Kroatiens in Split
- Archäologisches Museum Zagreb
- Museum der Vučedol-Kultur

### Liechtenstein
- Liechtensteinisches Landesmuseum

### Luxemburg
- Musée de l’Etat Luxembourg

### Malta
- Archäologisches Nationalmuseum Maltas in Valletta
- Gozo Museum of Archaeology
  - Archäologisches Gelände Ġgantija Temples
  - Archäologisches Gelände Ramla Villa – römische Funde

### Marokko
- Archäologisches Museum Rabat
- Kasbah-Museum Tanger
- Archäologisches Museum Tétouan

### Mexiko
- Nationalmuseum für Anthropologie (Mexiko)
- Museo de Antropología de Xalapa
- Parque-Museo La Venta, Villahermosa
- Exconvento de Santo Domingo, Oaxaca

### Niederlande
- Drents Museum in Assen
- Thermenmuseum in Heerlen
- Museum Het Valkhof in Nijmegen
- Rijksmuseum van Oudheden in Leiden
- Limburgs Museum Venlo in Venlo

### Norwegen
- Kulturhistorisk Museum in Oslo

### Oman
- Staatliches Oman Museum in Qurum
- Militärhistorisches Museum des Oman in Ruwi
- Archäologisches Freilichtmuseum Wadi Baushar
- Archäologisches Freilichtmuseum al-Balad in Salalah
- Archäologische Zone Baat – Megalithbauten und der Coleman’s Rock bei al-Hamra
- Archäologische Zone Tawi – 47 Plätze mit zahlreichen Petroglyphen im Djebel Akhdar
- Archäologische Zone Samad ash-Shan
- Archäologische Zone Shir/Djaylah – 60 steinerne Türme
- Archäologische Zone Khor Rori – antiker Weihrauchhandelsplatz Samhar

### Österreich
- Archäologisches Freilichtmuseum Schwarzenbach
- Archäologisches Museum Fließ
- Archäologisches Pilgermuseum Globasnitz
- Domgrabungsmuseum Salzburg
- Ephesos Museum Wien
- Museum Carantana
- Hallstattzeitliches Museum Großklein
- Höbarthmuseum in Horn
- Keltenmuseum Hallein
- Keltendorf Mitterkirchen
- Keltenwelt Frög
- Krahuletz-Museum in Eggenburg
- Kunsthistorisches Museum Wien
- Landesmuseum Burgenland
- Museum Carnuntinum in Bad Deutsch-Altenburg
- Museum für Frühgeschichte Traismauer
- Museum für Ur- und Frühgeschichte Wieselburg
- Museum für Urgeschichte des Landes Niederösterreich (Schloss Asparn)
- Museum Murtal
- Naturhistorisches Museum Wien
- Oberösterreichische Landesmuseen
- Papyrussammlung und Papyrusmuseum Wien
- Römermuseum Tulln
- Römermuseum Wien
- Schlossmuseum Linz
- Stadtmuseum Alte Hofmühle in Hollabrunn
- Tiroler Landesmuseum
- Universalmuseum Joanneum
- Urzeitmuseum Nußdorf ob der Traisen
- vorarlberg museum

### Polen
- Archäologisches Museum Błękitny Baranek in Danzig
- Archäologisches Museum Danzig
- Archäologisches Museum Warschau
- Archäologisches Museum Krakau
- Archäologisches Museum Stefan Woyda in Pruszków (Muzeum Starożytnego Hutnictwa Mazowieckiego im. Stefana Woydy)
- Archäologische Sammlungen im Museum Grudziądz
- Archäologische Sammlungen im Museum Wiślica
- Anthropologische und archäologische Sammlungen der Jagiellonischen Universität in Krakau
- Museum der Ursprünge des polnischen Staates in Gniezno

### Portugal
- Museu Arqueológico do Carmo, Lissabon
- Museu Arqueológico José Monteiro, Fundão
- Museu da Lucerna, Castro Verde
- Museu de Arqueologia e Etnografia do Distrito de Setúbal, Setúbal
- Museu do Teatro Romano, Lissabon
- Museu Monográfico de Conímbriga, Conimbriga
- Museu Municipal de Arqueologia e Etnografia de Barrancos, Barrancos
- Museu Nacional de Arqueologia, Lissabon
- Museu Municipal Santos Rocha, Figueira da Foz
- Museu Regional de Arqueologia D. Diogo de Sousa, Braga

### Rumänien
- Muzeul Național de Istorie a României in Bukarest
- Muzeul de arheologie Callatis in Mangalia – Funde aus griechischer und römischer Zeit
- Archäologisches Museum Constanța (Muzeul de Istorie Națională și Arheologie)
- Archäologisches Museum Corabia
- Archäologisches Museum Troaeum Traiani – Ruinengelände der Römerstadt Troaeum Traiani –  Herkunftsort der Traianssäule
- Nationalmuseum der Geschichte Transsilvaniens
  - Muzeul Național de Istorie a Transilvaniei Cluj-Napoca
  - Burg Hunedoara
  - Sarmizegetusa Dakerfestung und Reste der Colonia Ulpia Traiana Augusta Dacia
- Ruinele cetății lui Mircea cel Bătrân – mittelalterliche Festung auf einer Insel bei Giurgiu
- Muzeul de istorie Alexandria – im Außengelände Ruinen des Troianul, einer ausgedehnten römischen Befestigungsanlage im Kreis Teleorman
- Muzeul de istorie Bacău – Ruinen des walachischen Fürstenhofes
- Muzeul de istorie Brăila – thrakisches Fürstengrab, Münzschätze
- Muzeul de istorie Caracal – im Außengelände Ruinen einer Hofburg (Curtea Domnească) von Fürst Michael dem Tapferen; römische Grab- und Siedlungsfunde aus Oltenien
- Muzeul de istorie Carei – keltische, dakische und römische Funde aus dem Kreis Satu Mare
- Muzeul de istorie Călărași – Funde der Gumelnița-Kultur, römische Münzschätze der Region
- Muzeul de istorie Sântămăria-Orlea – in der Flur wurde eine römische Villa Rustica, eine Knesenburg und eine romanische St. Georgskirche ausgegraben
- Muzeul Țării Oașului in Negrești-Oaș – Museum des Oaș-Ländchen – Sammlung paläntolitischer Funde aus Boinești, Grabungsfunde aus dakisch-römischer Zeit und den Burgen der Region
- Muzeul Țării Crișurilor in Oradea – Museum des Criș-Ländchen – Hortfunde und ein dakischer Silberschatz, Stadtarchäologie und Türkenkriege
- Muzeul de istorie Neamț in Piatra Neamț Sammlungen der neolithischen Cucuteni-Kultur, Funde aus dakischen Festungen der Region
- Muzeul județean de istorie Argeș in Pitești
- Muzeul municipal Câmpulung – Funde aus dem römischen Militärlager von Jidava
- Muzeul municipal Coraiba – Funde aus der Dakersiedlung Sucidava und Oltenien
- Muzeul municipal Dej – Funde aus dem römischen Militärlager von Cășeiu und einer Saline
- Muzeul județean de istorie și artă Deva
- Muzeul județean de istorie și artă Galați  Sammlungen der neolithischen Stoicani-Aldeni und Cucuteni-Kultur
- Muzeul județean de istorie Ploiești
- Muzeul de arheologie Polovragi im Kreis Gorj – Burganlage und Siedlung der Geten
- Muzeul județean de istorie Reșița
- Muzeul județean de istorie și artă Vâlcea in Râmnicu Vâlcea
- Muzeul județean de istorie și artă Satu Mare
- Muzeul județean de istorie și artă Sfântu Gheorghe
- Cetatea Șcheia – in der Festung von Suceava
- Muzeul Banatului Timișoara (Abteilung im Nationalmuseum für das Banat)
- Muzeul de arheologie Târgoviște
- Muzeul județean de istorie și artă Târgu Mureș
- Cetatea Neamțului – in der Festung von Târgu Neamț
- Muzeul de Turnu Severin, Außengelände an der Donau: Podul lui Traian Erläuterungen und Reste der einstigen Römerbrücke
- Reservația arheologică Cetățile Dacice in den Oraști Bergen (Reste mehrerer Dakerburgen in der Region Hunedoara)
- Reservația arheologică Histria (Freilichtmuseum mit Resten der griechischen Siedlung und Festung Histria in der Dobrudscha)
- Reservația arheologică Tulcea (Freilichtmuseum mit Resten der griechischen Festung Aegyssus in Tulcea)
- Reservația arheologică Curtea domnească Vaslui (Königsburg in Vaslui)
- Muzeul județean de istorie și artă Vrancea in Focșani – Sammlungen der neolithischen Cucuteni-Kultur, dakisch-römische Münzfunde aus der Region
- Muzeul județean de istorie și artă Zalău
- Montanarchäologisches Gelände Roșia Montană – Goldbergbau der Daker und Römerzeit

### Russland
- Historisch-Archäologisches Museum Otradnaja Krasnodar

### Schweden
- Staatliches historisches Museum (Schweden)
- Fotevikens Museum, Südschweden, archäologisches Freilichtmuseum

### Schweiz
- Römermuseum Augst
- Antikenmuseum Basel und Sammlung Ludwig, Basel
- Historisches Museum Basel
- Bernisches Historisches Museum, Bern
- Vindonissa-Museum, Brugg
- Musée d’art et d’histoire, Genf
- Laténium, Hauterive NE
- Römisches Museum Lausanne-Vidy
- Museum Burghalde Lenzburg
- Pfahlbaumuseum Lüscherz
- Fondation Gianadda (Gallorömisches Museum), Martigny
- Stadtmuseum Rapperswil-Jona
- Abegg-Stiftung, Riggisberg
- Museum für Archäologie Thurgau, Frauenfeld
- Museum für Urgeschichte(n), Zug
- Museum zu Allerheiligen, Schaffhausen
- Römermuseum Vallon
- Archäologische Sammlung der Universität Zürich
- Landesmuseum Zürich
- Archäologisches Museum Kanton Solothurn, Haus der Museen, Olten

### Spanien
- Archäologisches Museum Alicante
- Archäologisches Museum Córdoba
- Archäologisches Museum Granada
- Archäologisches Museum Sagunt
- Museo Arqueológico Benahoarita, La Palma
- Museo Arqueológico y de Historia de Elche
- Museo Arqueológico Nacional de España
- Museum von Almería
- Museum von Cádiz
- Museo Arqueológico Municipal de Montoro
- Stadtmuseum Ronda
- Stadtmuseum von Alcázar de San Juan
- Archäologisches Museum von Villena
- Archäologisches Museum Son Fornés

### Sudan
- Nationalmuseum Sudan

### Syrien
- Nationalmuseum Damaskus

### Tunesien
- Nationalmuseum von Bardo, Tunis
- Archäologisches Museum (Sousse)
- Archäologisches Museum Nabeul

### Türkei
- Archäologisches Museum Adana
- Archäologisches Museum Adıyaman
- Archäologisches Museum Afyonkarahisar
- Museum Aksaray
- Archäologisches Museum Amasya
- Museum für anatolische Zivilisationen, Ankara
- Archäologisches Museum Antakya
- Archäologisches Museum Bandırma
- Archäologisches Museum Bergama (Pergamon)
- Museum Boğazkale
- Archäologisches Museum Burdur
- Archäologisches Museum Çanakkale, 2018 geschlossen, Bestände jetzt im  Troya Müzesi
- Archäologisches Museum Çorum
- Archäologisches Museum Istanbul
- Archäologisches Museum Kahramanmaraş
- Museum Karaman
- Archäologisches Museum Kayseri
- Archäologisches Museum Malatya
- Archäologisches Museum Niğde
- Archäologisches Museum Şanlıurfa
- Ephesos-Museum Selçuk
- Archäologisches Museum Silifke
- Archäologisches Museum Sivas
- Troya Müzesi
- Zeugma-Mosaik-Museum, Gaziantep

### Ukraine
- Nationales Historisches Museum der Ukraine, Kiew

### USA
- Kelsey Museum of Archaeology
- Peabody Museum of Archaeology and Ethnology
- University of Pennsylvania Museum of Archaeology and Anthropology

### Usbekistan
- Archäologisches Museum Termiz

### Zypern
- Archäologisches Museum (Larnaka)
- Archäologisches Museum Limassol
- Archäologisches Bezirksmuseum Paphos
- Archäologischer Park Pafos
- Kap Maa
- Kourion-Museum
- Pierides-Museum (Larnaka)
- Cyprus Museum